# Vinho verde

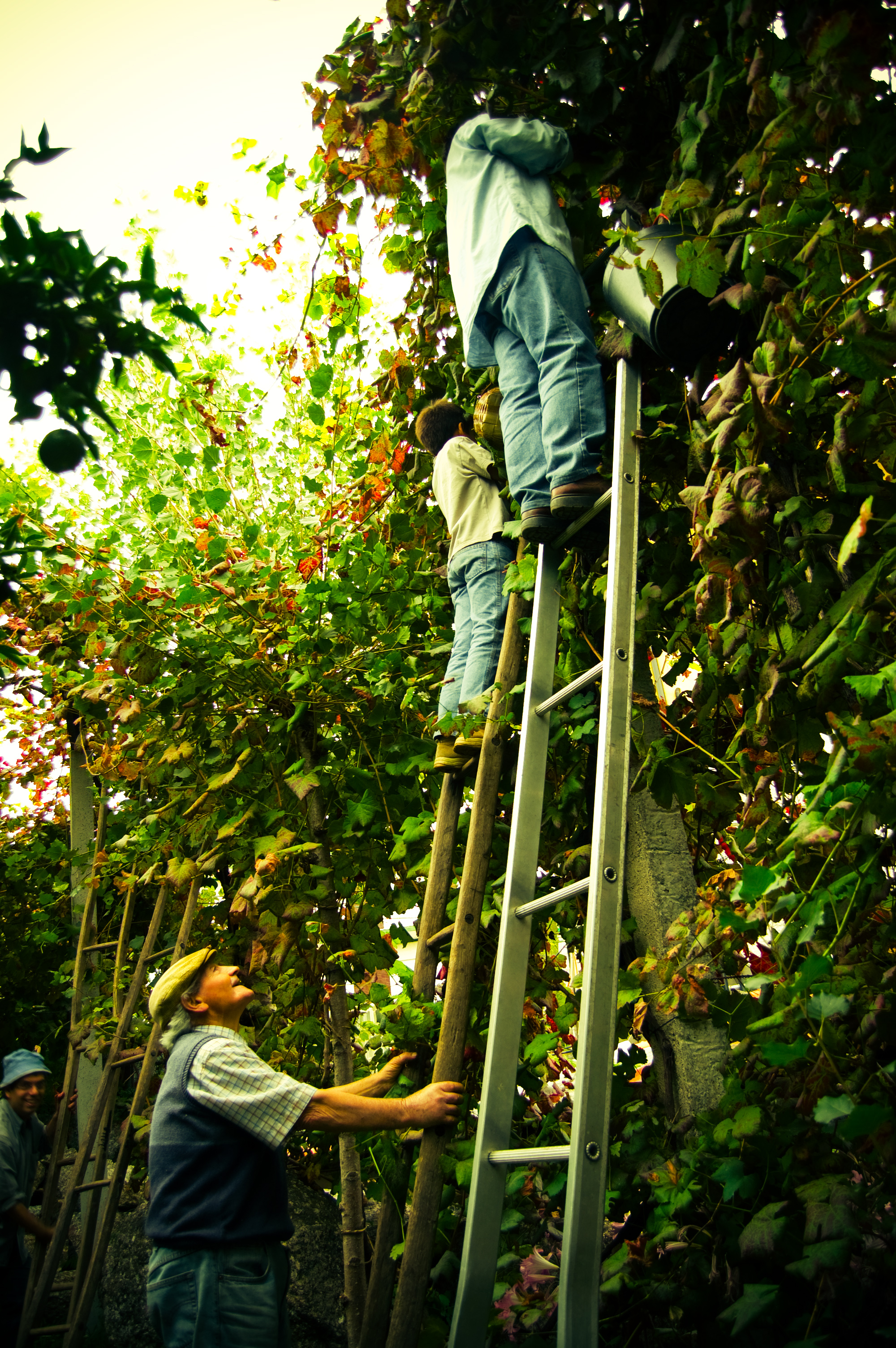
Vindima tradicional para Vinho Verde usando escadas para chegar às uvas de vinhas em pérgulas altas ("vinha de enforcado"), Guimarães, Minho, Portugal

O Vinho Verde é um vinho português com denominação de origem controlada produzido na demarcação dos Vinhos Verdes, que remonta a 18 de Setembro de 1908, cobre o território entre os rios Douro e Minho, no noroeste de Portugal.
A produção de vinho verde distribui-se por 48 concelhos do noroeste de Portugal, envolvendo mais de 22.000 produtores. A região está dividida em 9 sub-regiões: Amarante, Ave, Baião, Basto, Cávado, Lima, Monção-Melgaço, Paiva e Sousa.

## Denominação de Origem Controlada (DOC)

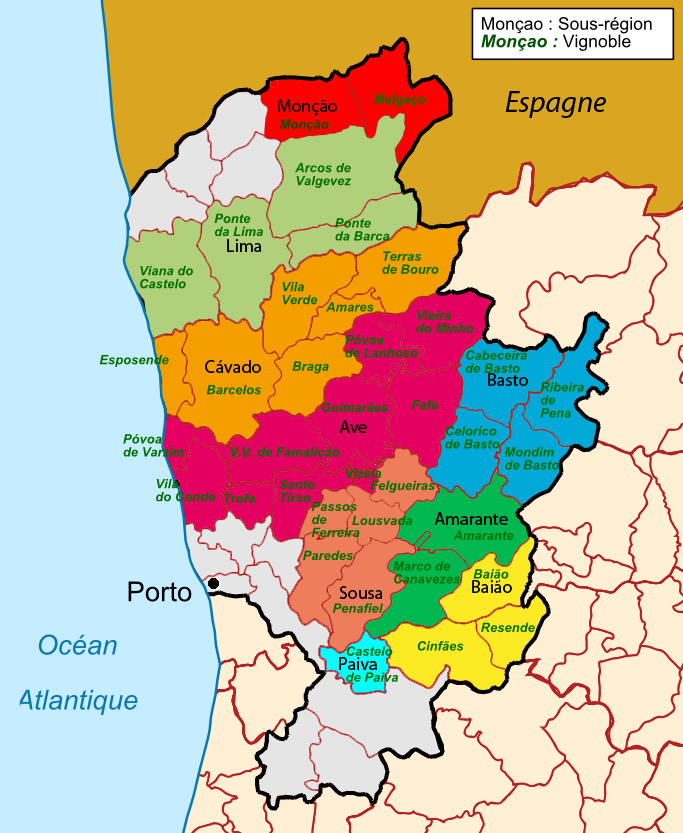
Sub-regiões na área de Denominação de Origem Controlada (DOC) vinhos Verdes

Os Vinhos Verdes são controlados e certificados como Denominação de Origem Controlada (DOC) pela Comissão de Viticultura da Região dos Vinhos Verdes (CVRVV), ostentando cada garrafa um selo de garantia.

## Castas

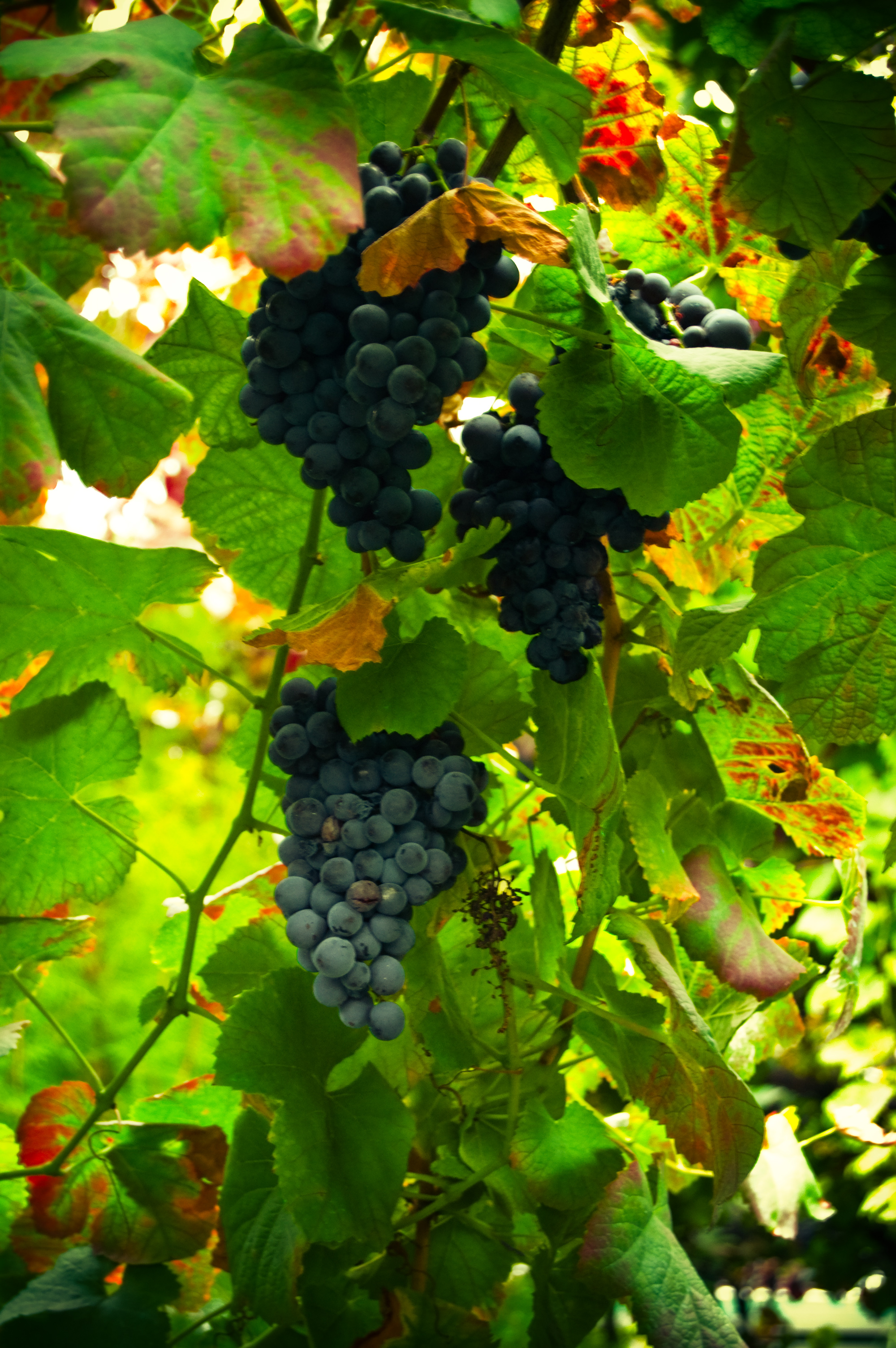
Uvas de Vinho Verde na vinha

As principais castas são, para os brancos, o Loureiro (comum no vale do rio Lima), o Alvarinho (Comum em Monção e Melgaço no vale do rio Minho), a Avesso (comum na sub região de Baião no vale do rio Douro) e o Arinto (conhecido localmente por Pedernã) e a Trajadura. Para os tintos são o Vinhão e para rosados o Espadeiro.

## Produção em 2010
Em 2011 a Região dos Vinhos Verdes atingiu uma produção que ronda os 86,5 milhões de litros de vinho, na média do últimos 10 anos..

## Produção em 2013
A produção em 2013 deverá cifrar-se em 75 milhões de litros, um crescimento de 15% face ao ano anterior, cerca de 10 milhões de litros serão de tinto, além de dois a três milhões de vinho rosado.
Mais de metade da produção é vendida no estrangeiro, ou seja, 60 milhões de garrafas de vinho.

## Produção em 2015
Com exportações na ordem dos 51,7 milhões de euros, vinho verde praticamente esgotou a produção em 2015, aumentando o valor de vendas para o mercado internacional em 10% face ao ano anterior 
Num ano em que o vinho verde chegou pela primeira vez ao mercado de mais de 100 países, os norte-americanos lideram isolados o culto do copo de verde, absorvendo 25% das exportações (12,5 milhões de euros), seguindo-se a Alemanha (9,3 milhões), França (6 milhões), Canadá (3,6 milhões) e a Suíça (2,2 milhões).

## Produção em 2016
As exportações de vinho verde cresceram, em 2016, quase 10%, totalizando 59,8 milhões de euros. É o 12.º ano consecutivo dos verdes a bater máximos históricos nos mercados internacionais, sendo certo que as exportações já valem quase 50% das vendas totais da região.

## Produção em 2018
A região conta com 16 mil hectares de vinha e uma área média de exploração próxima do hectare.
As exportações de vinho verde ultrapassaram em 2018, pela primeira vez, a fasquia dos 50 por cento do total vendido.
As vendas de vinho verde para fora de Portugal atingiram 64 milhões de euros, a um “preço médio de 2,2 a 2,3 euros por litro”, valor esse que equivale também a metade do total.
Os Estados Unidos e, a curta distância, a Alemanha continuam a ser os principais mercados externos entre os “mais de 100” onde o vinho verde chega, sendo que os norte-americanos destacam-se pelo valor pago, “perto de 20 milhões de euros”, e os alemães pelo volume comprado.